# Isoperla morenica
Isoperla morenica is een steenvlieg uit de familie Perlodidae. De wetenschappelijke naam van de soort is voor het eerst geldig gepubliceerd in 2011 door Tierno de Figueroa & Luzón-Ortega.
De soort komt voor in Spanje.